# Clément N'Goran
Pour les articles homonymes, voir N'Goran.
N'dri Clément N'Goran, né le 7 août 1969 en Côte d'Ivoire, est un joueur de tennis ivoirien, professionnel au début des années 1990.
Pionnier du tennis ivoirien, il fait partie en 1986 de la première équipe de Côte d'Ivoire de Coupe Davis, équipe dont il fut le leader pendant sept ans. Sélectionné à 15 reprises jusqu'en 1997, il possède un bilan de 31 victoires pour 12 défaites dans la compétition dont 23 victoires pour 8 défaites en simple.
Ses frères cadets Yves et Claude ont aussi été membres de l'équipe de Coupe Davis.

## Carrière
Fils d'un ouvrier dans l'automobile, Clément N'Goran est issu d'une famille nombreuse d'origine modeste. Il découvre le tennis en fréquentant un club privé proche de son domicile où il officie comme ramasseur de balle. Il a appris à jouer avec des pagaies en bois qu'il fabriquait lui-même.
Il a été sacré champion d'Afrique junior en 1986. L'année suivante, il atteint les demi-finales de l'Orange Bowl et termine la saison dans le top 20 mondial junior. À cette époque, il s'entraîne au John Newcombe Tennis Center à San Antonio au Texas.
Vainqueur de plusieurs étapes sur le circuit Satellites, il atteint trois quarts de finale en simple sur le circuit Challenger et une finale en double à Lagos en 1991. Sur le circuit principal, il est parvenu au deuxième tour du Classic d'Indianapolis après un succès sur Kelly Evernden. Dans les tournois du Grand Chelem, il accède à trois reprises au dernier tour des qualifications : à l'US Open en 1991, à l'Open d'Australie en 1992 et à Wimbledon en 1993.
Clément N'Goran fait ses débuts sur la scène internationale lors des Jeux olympiques de Séoul en 1988, qu'il dispute grâce à sa victoire dans un tournoi préliminaire organisé à Abidjan. Bien que classé au-delà de la 800e place mondiale, il parvient à mener deux manches à rien au premier tour face au Britannique Andrew Castle  avant de s'incliner en cinq sets (6-79, 3-6, 6-2, 7-63, 7-5). En 1992, il remporte le tournoi qualificatif des Jeux de Barcelone disputé à Casablanca en simple comme en double mais déclare forfait pour l'épreuve finale. Il prend également part aux Jeux d'Atlanta en 1996 en obtenant une invitation en double avec son frère Claude. Ils sont battus au deuxième tour après une victoire sur une paire Taïwanaise.
Toujours actif dans les tournois français après l'arrêt de sa carrière, il se qualifie pour le Grand Prix de Toulouse en 1995 où il s'incline au premier tour contre Richey Reneberg. En 1997, toujours à Toulouse, il est quart de finaliste en double avec Lionel Barthez. Installé en France depuis 1989, il a été trois fois vice-champion de France interclubs avec le Stade toulousain.
Devenu entraîneur en 1997, il a travaillé à l'International Tennis Academy à Delray Beach en Floride, puis pour la Fédération internationale de tennis et la Confédération africaine de tennis, chargé de la détection des jeunes talents. Il a fondé le N'Goran Tennis Concept qui a pour vocation la promotion le tennis en Côte d'Ivoire.
Il est décoré en 2019 Chevalier dans l'Ordre du Mérite ivoirien.